# Juliette Mézenc
Juliette Mézenc, née en 1968, est une écrivaine et poétesse française. Elle anime également des ateliers d'écriture.

## Biographie
Juliette Mézenc et son travail littéraire sont ancrés dans des territoires, espaces naturels ou fictifs qui prennent part dans ses différents ouvrages : Sète, le plateau ardéchois, les Cévennes.   
Elle met également en œuvre ce qui, dans l'écriture,est  questionné par les usages du numérique, et ce dès le début de sa pratique artistique. 

« Il s’agit d’une rencontre entre mon écriture et le Net. Le travail sur le blog se prêtait à une forme qui me correspond tout à fait : la série, tout comme les feuilletons publiés dans les journaux du 19ème siècle. J’y mettais en ligne des billets de type journal, des notes d’écriture et de réflexion. Puis j’ai commencé à publier au fur et à mesure tous les textes d’un projet de livre nommé Sujets Sensibles. »

À partir de 2006, Juliette Mézenc commence à partager ses écrits en les publiant sous forme d'un blog simple, en parallèle de son travail d'enseignante.
Son travail est remarqué par François Bon qui la sollicite pour des premières publications. Elle  passe peu à peu de l'écriture sous forme de blog à des ouvrages imprimés, puis des ouvrages souvent entrecroisés sur différents supports, numérique ou publication papier. 
Elle abandonne son blog d'origine pour créer en 2010 mot maquis : un site de travail littéraire qui est en soi un espace de création et d'expérimentation pour l'auteure. Elle poursuit ensuite avec L'Almanach Mézenc. Cette approche numérique d'une écriture non linéaire est une des caractéristiques de son travail.
Juliette Mézenc travaille  sous diverses formes : blog, jeu vidéo ou vidéo-littéraires, vidéo-poèmes, fiction trans-média, performance sont associées à ses publications, qu'elles soient imprimées ou numériques telles que : Sujets sensibles est dès 2019, le temps du confinement, offert au téléchargement par l'autrice et son éditeur Publie.net. Elles en chambre, en 2014, dont plusieurs chapitres sont parus précédemment sur le site D-Fiction sous la forme d'une série, est un livre entre essai et poésie qui explore et accompagne le lecteur -dans la suite de Une chambre à soi de Virginia Woolf- sur les questions qui se posent spécifiquement pour les femmes autrices : espaces intimes, vie quotidienne, liberté intellectuelle ,.
Autour de la ville de Sète, elle publie deux ouvrages : Poreuse, en 2017, explore  l'omniprésence de la mer, mais aussi et surtout les frontières, qu'elles soient géographiques, politiques ou psychiques; leur porosité, leur franchissement sans occulter la douleur des exils,. Journal du brise-lames, en 2020, est accompagné d'un  jeu vidéo en FPS (First-Person Shooter) créé par Stéphane Gantelet et Juliette Mézenc. Cet ouvrage, où le brise lames du port de Sète est le principal personnage, se décline en format papier, en performances et vidéopoèmes.
Autour du plateau ardéchois, trois ouvrages composent "le triptyque du plateau" : Des espèces de dissolution, en 2019, ouvre ce qui se poursuivra ensuite avec Le Monologue de Bassoléa et Cahiers de Bassoléa.
Elle collabore régulièrement avec d'autres artistes et d'autres disciplines notamment Cécile Portier et Stéphane Gantelet, sculpteur. 
Juliette Mézenc anime des ateliers d'écriture, qui représentent pour elle une véritable ressource littéraire.

## Publications (papier et numérique)
- 2006 : Perspectives, du bronze à l'image, avec Stéphane Gantelet, sculpteur,  Editions de l'Astronome.
- 2009 : Sujets sensibles, Editions Publie.net
- 2014 : Elles en chambre, Editions de l'Attente
- 2016 : "Half-life 2 le Jeu" in Chimères 88
- 2016 : Une Chambre à écrire, L’Ire Des Marges, avec Michèle Lesbre, Sophie Poirier et Dominique Sigaud.
- 2016 : Laissez-passer, Editions de l'Attente
- 2017 : Poreuse, préface de Marie Cosnay, Editions Publie.net (inclus version numérique)
- 2019 : Des espèces de dissolution (suivi du Monologue de Bassoléa), Editions de l'Attente
- 2020 : Journal du brise-lames, Editions Publie.net
- 2022 : Cahiers de Bassoléa, Editions de l'attente
- 2025 : Bassoléa, ou de l'herbe dans le ventre, La Contre-allée